# NGC 4177
NGC 4177 (również PGC 38937) – galaktyka spiralna (Sc), znajdująca się w gwiazdozbiorze Kruka. Odkrył ją William Herschel 27 marca 1786 roku.